# Bornheim (Renânia-Palatinado)
Bornheim (Renânia-Palatinado) é um município da Alemanha localizado no distrito de Südliche Weinstraße, no estado da Renânia-Palatinado. É membro da associação municipal de Verbandsgemeinde Offenbach an der Queich.

## Política
Cadeiras ocupadas na comunidade:
|      | SPD | CDU | FWG | Total       |
| 2009 | 3   | 8   | 5   | 16 Cadeiras |
| 2004 | 4   | 6   | 6   | 16 Cadeiras |